# Dysyncritus nitidipennis
Dysyncritus nitidipennis är en insektsart som beskrevs av William D. Funkhouser. Dysyncritus nitidipennis ingår i släktet Dysyncritus och familjen hornstritar. Inga underarter finns listade i Catalogue of Life.